# パルカ

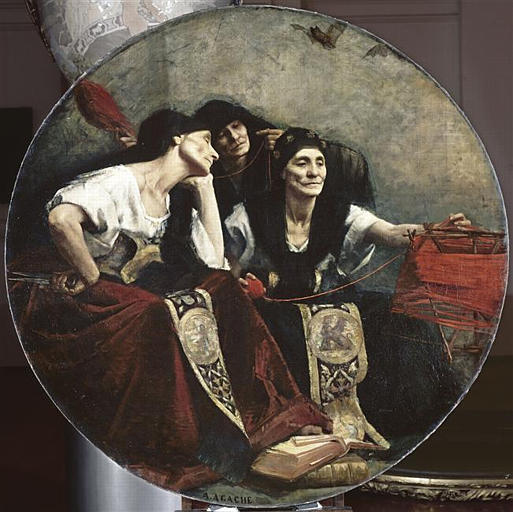
アガシュ画『パルク』(1885ごろ)

パルカ (Parca) は、ローマ神話の運命の女神である。複数形はパルカエまたはパルカイ (Parcae)。パルク（フランス語: Parque）・パルツェ（ドイツ語: Parze）などとも。
ギリシア神話のモイラと同一視される。運命の神としてのパルカの属性はギリシア神話から借りられたものであり、本来は誕生の女神だったようである。

## パルカ一覧
| 女神   | 原語   | 対応モイラ | 属性                 | 時間 |
| ------ | ------ | ---------- | -------------------- | ---- |
| ノーナ | Nona   | クロートー | 運命の糸を紡ぐ       | 現在 |
| デキマ | Decima | ラケシス   | 運命を割り当てる     | 過去 |
| モルタ | Morta  | アトロポス | 運命の糸を絶つ（死） | 未来 |